# NGC 4416
NGC 4416 is een balkspiraalstelsel in het sterrenbeeld Maagd. Het hemelobject ligt 76,6 miljoen lichtjaar van de Aarde verwijderd en werd op 11 april 1825 ontdekt door de Britse astronoom John Herschel.

## HD 108302
Vanaf de aarde gezien bevindt het stelsel NGC 4416 zich schijnbaar net ten oostnoordoosten van de ster HD 108302. Amateurastronomen kunnen HD 108302 aanwenden als gidsster om NGC 4416 op te sporen.

## Synoniemen
- UGC 7541
- IRAS 12242+0811
- MCG 1-32-63
- ZWG 42.105
- MK 1326
- VCC 938
- PGC 40743